# Brand Flooding
Brand Flooding (englisch für „Markenüberflutung“) ist eine Art der interaktiven Werbung beim Internetsponsoring, bei der auf der ganzen gesponserten Webpräsenz verteilt immer wieder der Markenname des Sponsoren, meistens in Form eines Unternehmenslogos oder Schriftzuges des Werbetreibenden genannt wird. Dieses geschieht oftmals schon auf der Startseite selbst, wo aus dem Fernseh-Sponsoring bekannte Hinweise wie „Diese Webpräsenz wird präsentiert von ...“ zu finden sind.